# Somonauk
Somonauk é uma vila localizada no estado americano de Illinois, no Condado de DeKalb e Condado de La Salle.

## Demografia
Segundo o censo americano de 2000, a sua população era de 1295 habitantes.
Em 2006, foi estimada uma população de 1595, um aumento de 300 (23.2%).

## Geografia
De acordo com o United States Census Bureau tem uma área de
1,6 km², dos quais 1,6 km² cobertos por terra e 0,0 km² cobertos por água. Somonauk localiza-se a aproximadamente 209 m acima do nível do mar.

## Localidades na vizinhança
O diagrama seguinte representa as localidades num raio de 16 km ao redor de Somonauk.